# Икбал, Манзар
Манзар Моин Икбал (англ. Manzar Moin Iqbal, 21 декабря 1958, Лахор, Пакистан) — американский хоккеист (хоккей на траве), полевой игрок. Участник летних Олимпийских игр 1984 года, двукратный бронзовый призёр Панамериканских игр 1987 и 1991 годов.

## Биография
Манзар Икбал родился 21 декабря 1958 года в пакистанском городе Лахор. В детстве вместе с семьёй перебрался в США.
В 1982 году окончил Калифорнийский университет в Беркли.
Играл в хоккей на траве за «НорКал» более десяти лет.
В 1977—1991 годах выступал за сборную США, проведя более 100 матчей.
В 1984 году вошёл в состав мужской сборной США по хоккею на траве на летних Олимпийских играх в Лос-Анджелесе, занявшей 12-е место. Играл в поле, провёл 7 матчей, мячей не забивал.
Дважды завоёвывал бронзовые медали хоккейных турниров Панамериканских игр — в 1987 году в Индианаполисе и в 1991 году в Гаване. Также участвовал в Панамериканских играх 1979 и 1983 годов.
По окончании игровой карьеры тренировал хоккейный клуб округа Фэрфилд.
Работал в сфере импорта и экспорта, был угольным брокером. В 2015 году стал менеджером по продукции в фирме, занимающейся производством стали и цветных металлов.

## Семья
Мать Манзара Икбала Моин играла за женскую сборную Пакистана по хоккею на траве.
Дочь Алекс Икбал играла в хоккей на траве за Пенсильванский университет.